# Špejle

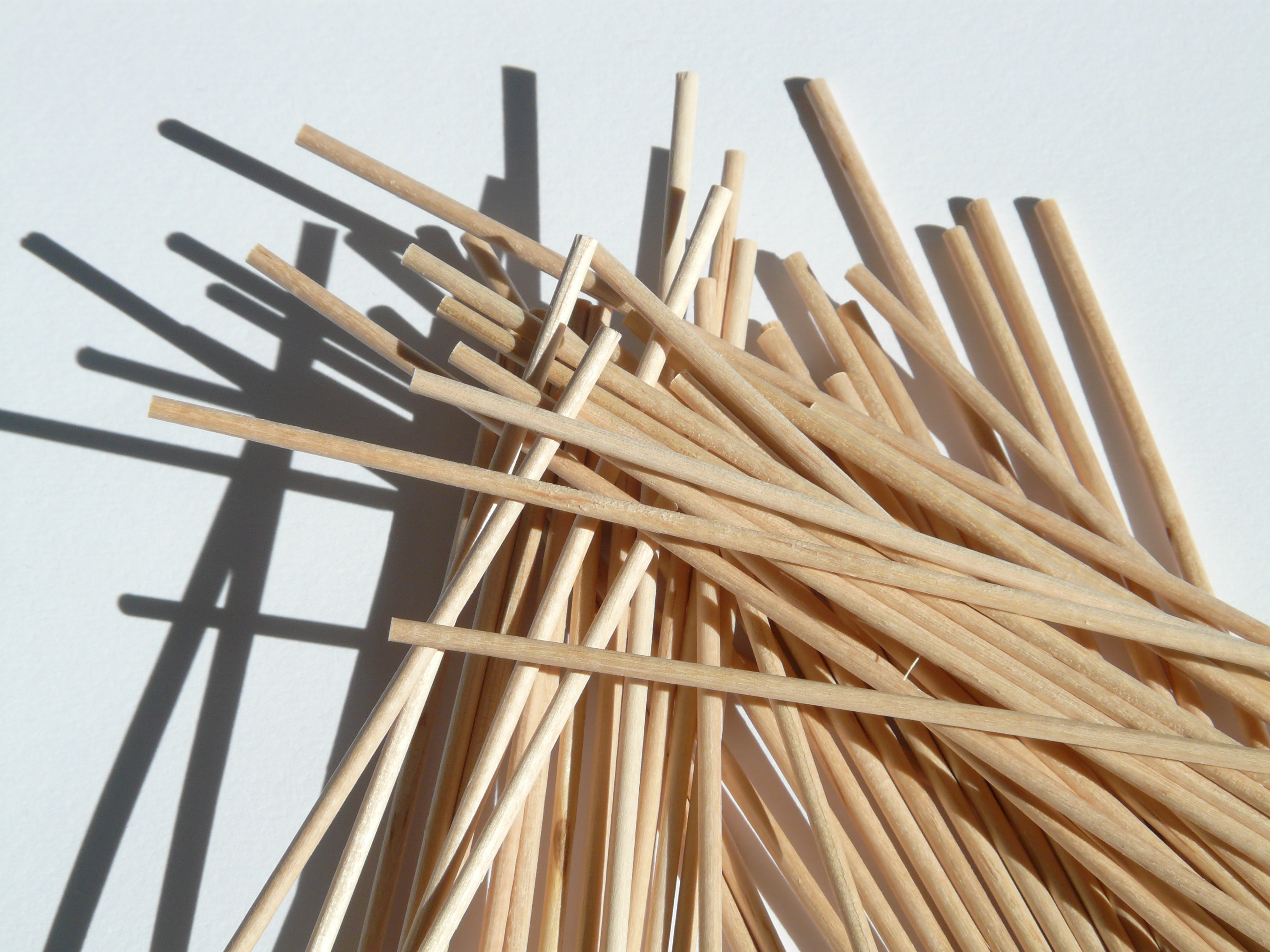
Hromádka špejlí

Špejle (lokálně též špejhle) je dlouhá tenká dřevěná tyčinka nejčastěji užívaná pro kuchyňské účely. Jedním z častých použití je zakončování jitrnic.
Hodí se však i pro další domácí práce a záliby, např. pro stavbu modelů dřevěných či kovových staveb, pro výrobu různých drobných ozdobných předmětů, stavbu jednoduchých dětských hraček apod. Svazky špejlí je možno běžně zakoupit v prodejnách domácích potřeb, v papírnictví či v prodejnách potřeb pro modeláře.